# Metro de Milà
El metro de Milà és un sistema de transport ràpid format per una xarxa de metro que serveix a l'àrea metropolitana de Milà. Està composta de cinc línies, amb una longitud total de 111,8 quilòmetres, la més gran d'Itàlia. La xarxa és gestionada per l'Azienda Trasporti Milanes (ATM) i va ser construïda per l'empresa Metropolitana Milanese SpA.

## La xarxa
La xarxa de metro de Milà està composta de 5 línies:
- La línia M1 "vermella" uneix la fira de Milà i els barris occidentals de la ciutat de Sesto San Giovanni, al nord de Milà, a través del nucli antic i del carrer Buenos Aires, un carrer d'1,5 km de longitud ple de botigues.
- La línia M2 "verda" uneix els barris del sud-oest amb els del nord-est passant pel castell Sforzesco. A més, permet establir una correspondència entre sis estacions urbanes de ferrocarril: Romolo, Porta Gènova, Cadorna, Porta Garibaldi, Centrale i Lambrate. El tram sud d'aquesta línia acaba a l'estació d'Abbiategrasso - Chiesa Rossa, que agafa el nom d'una plaça situada al sud de la ciutat.
- La línia M3 "groga" uneix el barris del sud-est amb els del nord-oest i finalitza a Comasina. Uneix l'estació Central de Milà amb la plaça de la Catedral.
- La línia M4 "blau" uneix l'aeroport de Milà Linate amb el centre de la ciutat. És una línia amb trens automatitzats.
- La línia M5 "lila" uneix els barris de la zona nord. És una línia amb trens automatitzats.

| Línia | Ruta                                                              | Inauguració | Longitud | Estacions |
| ----- | ----------------------------------------------------------------- | ----------- | -------- | --------- |
| M1    | Sesto 1º Maggio ↔ Rho Fiera / Bisceglie                           | 1964        | 27,0 km  | 38        |
| M2    | Abbiategrasso / Assago Milanofiori Forum ↔ Cologno Nord / Gessate | 1969        | 39,4 km  | 35        |
| M3    | San Donato ↔ Comasina                                             | 1990        | 17,1 km  | 21        |
| M4    | Milano Linate ↔ San Cristoforo                                    | 2023        | 15 km    | 21        |
|       | San Siro Stadio ↔ Bignami                                         | 2013        | 12,9 km  | 17        |

## Història
Els primers plans de dotar Milà d'una xarxa de metro daten de l'any 1912, però van ser abandonats a causa de l'esclat de la Primera Guerra Mundial. Quelcom similar va passar el 1938, però aquest cop els plans foren aturats per la Segona Guerra Mundial.
Els orígens de la xarxa actual es remunten a l'any 1952, i el 1955 ja estava constituïda l'empresa que s'encarregaria de la construcció. Les obres de construcció de la línia M1 van començar el 1957. La construcció d'aquesta línia destaca per ser la primera del món en ser construïda utilitzant pantalles de formigó armat. El primer tram d'aquesta es va inaugurar l'11 de novembre de 1964, entre les estacions de Lotto a Sesto Marelli, connectant l'oest de Milà amb la població de Sesto San Giovanni, amb una longitud de 12,5 km i una distància entre estacions de 590 m. El 1965 va transportar 35 milions de viatgers. Aquesta xifra va duplicar-se al cap de quatre anys. El 1969 entra en funcionament la segona línia, la M2, entre Caiazzo (prop de l'estació central) i Cascina Gobba. Ambdues línies van anar creixent progressivament durant els anys 70 i 80 del segle xx, convertint-se no només en una xarxa metropolitana, sinó en una xarxa suburbana, aprofitant trams d'antics carrilets que es dirigien a poblacions de la rodalia (en el cas de la línia M2).
L'any 1990 s'obre la línia M3, que en un principi va unir l'estació central (Centrale) amb la plaça de la Catedral (Duomo). Posteriorment es va perllongar tant pel nord com pel sud. El tram sota el nucli antic es realitza en un túnel en dos nivells similar al de la línia 9 del metro de Barcelona, per ocupar menys espai i evitar passar per sota els edificis.
Ja al segle xxi, totes les línies s'han continuat expandint, sortint totes del terme municipal de Milà i arribant a pobles de la rodalia, com per exemple San Donato, Rho o Assago. A principis de 2013 es va inaugurar el primer dels tres trams de la nova línia automàtica M5, que unirà el nord amb la zona oest sense passar pel centre.

## Tarifes
Al 2021 el preu del bitllet senzill de metro és d'2,00 euros. Un paquet de deu bitllets (carnet 10 viaggi) costa 18,00 euros. Aquests bitllets no permeten transbordaments.